# Fossombrone
Fossombrone is een gemeente in de Italiaanse provincie Pesaro-Urbino (regio Marche) en telt 9670 inwoners (31-12-2004). De oppervlakte bedraagt 106,7 km², de bevolkingsdichtheid is 91 inwoners per km².
De volgende frazioni maken deel uit van de gemeente: Calmazzo, Ghilardino, Isola di fano, Mont'Alto, San Lazzaro, Torricella.
De naam komt van het Latijnse Forum Sempronii, genoemd ter ere van de volkstribuun Gaius Sempronius Gracchus. Gracchus leefde in de 2e eeuw v.Chr.

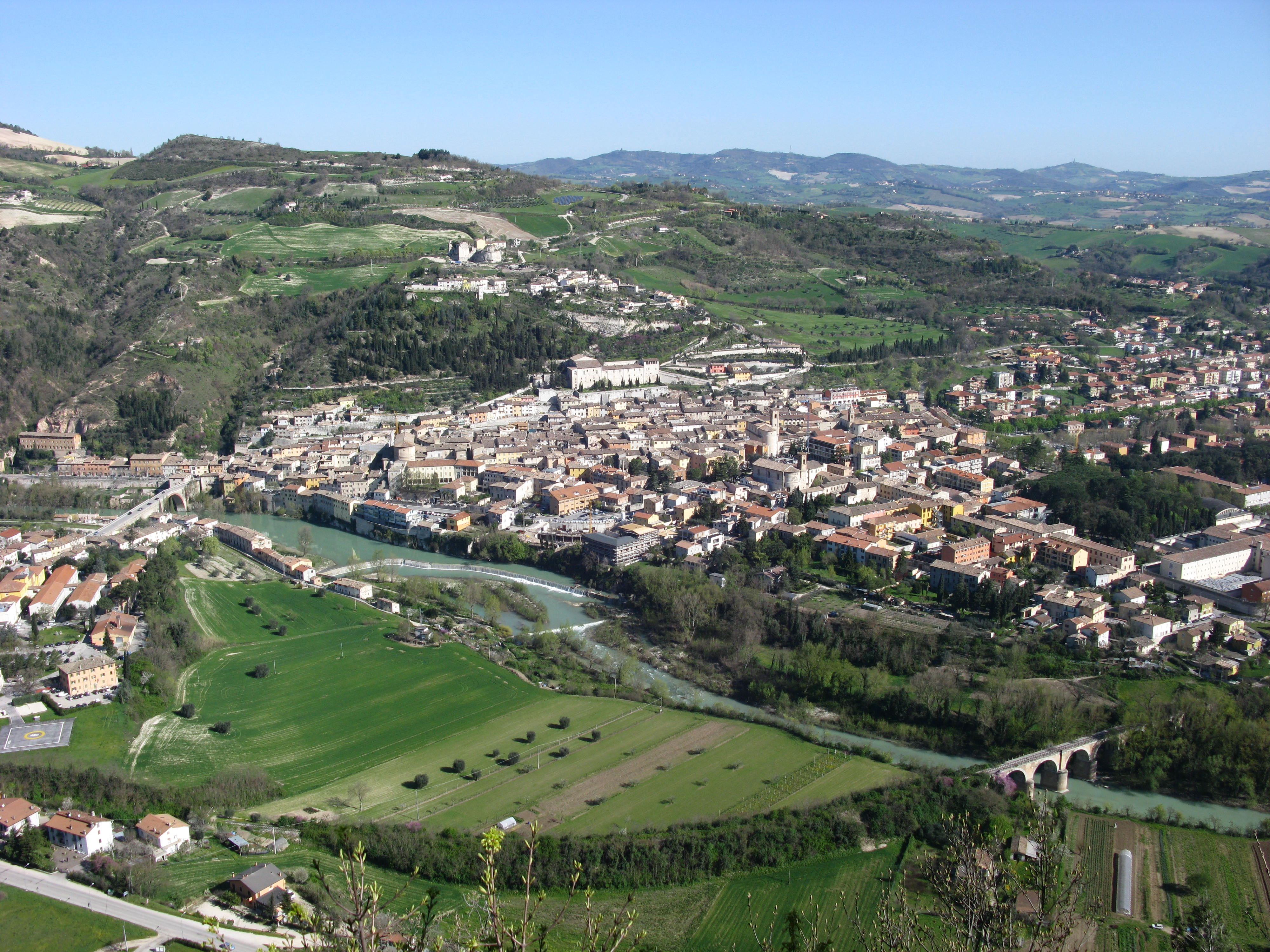
Fossombrone

## Demografie
Fossombrone telt ongeveer 3756 huishoudens. Het aantal inwoners steeg in de periode 1991-2001 met 0,3% volgens cijfers uit de tienjaarlijkse volkstellingen van ISTAT.
| Jaar | Inwoneraantal |
| ---- | ------------- |
| 1991 | 9558          |
| 2001 | 9591          |

## Geografie
Fossombrone grenst aan de volgende gemeenten: Cagli, Fermignano, Fratte Rosa, Isola del Piano, Montefelcino, Pergola, Sant'Ippolito, Urbino.

## Geboren
- Giuseppe Occhialini (1907-1993), natuurkundige

Acqualagna · Apecchio · Auditore · Barchi · Belforte all'Isauro · Borgo Pace · Cagli · Cantiano · Carpegna · Cartoceto · Casteldelci · Colbordolo · Fano · Fermignano · Fossombrone · Fratte Rosa · Frontino · Frontone · Gabicce Mare · Gradara · Isola del Piano · Lunano · Macerata Feltria · Maiolo · Mercatello sul Metauro · Mercatino Conca · Mombaroccio · Mondavio · Mondolfo · Monte Cerignone · Monte Grimano · Monte Porzio · Montecalvo in Foglia · Monteciccardo · Montecopiolo · Montefelcino · Montelabbate · Montemaggiore al Metauro · Novafeltria · Orciano di Pesaro · Peglio · Pennabilli · Pergola · Pesaro · Petriano · Piagge · Piandimeleto · Pietrarubbia · Piobbico · Saltara · San Costanzo · San Giorgio di Pesaro · San Leo · San Lorenzo in Campo · Sant'Agata Feltria · Sant'Angelo in Lizzola · Sant'Angelo in Vado · Sant'Ippolito · Sassocorvaro · Sassofeltrio · Serra Sant'Abbondio · Serrungarina · Talamello · Tavoleto · Tavullia · Urbania · Urbino
1. ↑  https://demo.istat.it/?l=it.